# Bobô (ur. 1985)
Bobô, właśc. Deivson Rogério da Silva (ur. 9 stycznia 1985 roku w Gravacie) – brazylijski piłkarz występujący na pozycji napastnika. 

## Kariera klubowa
Deivson Rogério da Silva zawodową karierę rozpoczynał w 2004 roku w SC Corinthians Paulista. Grał tam jednak tylko przez jeden sezon, w którym wywalczył mistrzostwo Brazylii. W osiemnastu ligowych spotkaniach Bobô strzelił pięć bramek, a po zakończeniu rozgrywek podpisał kontrakt z grającym w pierwszej lidze tureckiej Beşiktaşem JK. Z tą drużyną dwa razy z rzędu zdobył puchar kraju, triumfował także w rozgrywkach o superpuchar Turcji. W sezonie 2006/2007 wychowanek Corinthians z jedenastoma bramkami na koncie został jednym z najlepszych strzelców pierwszej ligi. Kolejne rozgrywki brazylijski snajper rozpoczął strzeleniem trzech goli w trzech pierwszych spotkaniach. Zaliczył między innymi dwa trafienia w wygranym 3:0 meczu z Szeriffem Tyraspol w ramach eliminacji do Ligi Mistrzów. Następnie Bobô podpisał z Beşiktaşem nową umowę do 2011 roku. 20 października 2007 roku w ligowym pojedynku z Trabzonsporem brazylijski gracz w 79 minucie zastąpił w bramce swojego zespołu Rüştü Reçbera. Obronił kilka groźnych akcji rywali i w znacznym stopniu przyczynił się do wygranej "Czarnych Orłów". Bobô nie tylko w lidze prezentował dobrą formę, dobrze grał również w rozgrywkach Champions League. W rundzie grupowej zdobył dwie bramki, jednak nie pomógł swojej drużynie w wywalczeniu awansu do następnej rundy.
W 2011 roku wrócił do Brazylii i został zawodnikiem klubu Cruzeiro EC. W 2012 roku przeszedł do Kayserisporu. Następnie grał w Grêmio Porto Alegre, a w 2016 roku trafił do Sydney FC.

## Kariera reprezentacyjna
Bobô ma za sobą występy w reprezentacji Brazylii do lat 20. Grał w niej w 2005 roku i wystąpił w sześciu spotkaniach. Do dorosłej kadry po raz pierwszy został powołany na mecz z Irlandią 6 lutego 2008 roku. W pojedynku tym Brazylijczyk ostatecznie nie zagrał.